# J. Jardin
J. Jardin (ur. 25 sierpnia 1916, zm. 28 kwietnia 1940) – gujański wioślarz, medalista Igrzysk Wspólnoty Narodów.
W 1930 roku startował w konkurencji czwórek ze sternikiem na Igrzyskach Imperium Brytyjskiego. W zawodach wystartowały jedynie trzy osady, a Gujańczycy, pomimo zajęcia ostatniego miejsca, zdobyli brązowy medal.